# Дешко Андрій Петрович
Андрі́й Петро́вич Де́шко (Дешков; нар. 1821, село Дешковиця, нині Іршавського району Закарпатської області — пом. 1874, Санкт-Петербург) — педагог, історик, етнограф, фольклорист, літератор.

## Біографія
Андрій Петрович Дешко народився 1821 року в селі Дешковиця (нині Іршавського району Закарпатської області) в сім'ї українського сільського священика. Закінчив богословську семінарію в Ужгороді . Під час навчання Дешко написав драму «Пожежа Мукачівської фортеці, або Новий меч?» (рос. «Пожар Мукачевской крепости, или Новый меч?»).
Висвячений на священика, деякий час служив парохом у селі Великі Лучки (нині Мукачівського району Закарпатської області). Через конфлікт з єпархіальним керівництвом 1841 року Дешка позбавили духовного сану.
Андрій Петрович продовжив освіту в Хусті. Далі вивчав юриспруденцію в Пештському університеті, де 1845 року познайомився з Михайлом Балудянським. За його сприяння Дешко назавжди переїхав до Російської імперії. 1847 року він закінчив Київський університет. Тоді ж написав статтю «Про Карпатську Русь» (рос. «О Карпатской Руси») з присвятою архієпископу Арсенію (рукопис зберігається в Національній бібліотеці України імені Володимира Вернадського).
Після закінчення університету працював у Кам'янці-Подільськім. Згодом викладав у гімназіях Симбірська (нині Ульяновськ), де від червня 1849 року до 1855 року працював учителем латинської мови (його колегою — учителем російської мови — був брат письменника Івана Олександровича Гончарова — Микола Олександрович Гончаров) , та Пскова. Так, у 1856—1859 роках колезький асесор Андрій Петрович Дешко був старшим учителем латинської мови Псковської губернської гімназії .
1867 року відвідав Етнографічну виставку, яка проходила в Москві. На початку 1870-х років приїздив на Закарпатську Україну.
27 грудня 1863 року старшого вчителя Псковської гімназії Андрія Дешка «згідно із засвідченням начальства про відмінно-старанну службу й особливу працю» (рос. «по засвидетельствованию начальства об отлично-усердной службе и особых трудах») відзначено орденом святого Станіслава другого ступеня . Отримав дворянство й чин статського радника.

## Наукова діяльність
З допомогою Михайла Погодіна Дешко 1855 року видав першу в Росії граматику угорської мови, працював над угорсько-російським словником.
Не поділяючи думки про автохтонність закарпатських русинів, Дешко вважав їх, однак, «гілкою південноросійського народу». Крім історії, етнографії та фольклору закарпатських русинів, Дешко досліджував також походження та історію угорського народу, російсько-угорські історичні стосунки.
З політичних мотивів австрійська влада заборонила поширення «Угорської граматики…» на території Австрійської імперії.
Дешко підтримував близькі стосунки з багатьма російськими славістами та закарпатськими вченими, яким надсилав російську наукову літературу.